# Shōnen Gahōsha
K.K. Shōnen Gahōsha (jap. 株式会社 少年画報社 Kabushiki-gaisha Shōnen Gahōsha, englisch Shonengahosha Co.,Ltd.) ist ein japanischer Magazin-, Comic- und Buch-Verlag. Er wurde von Kenji Imai (?) (今井 堅) im Oktober 1945 als „Meimei Verlag“ (? ) (明々社) gegründet, der zunächst Bücher für PKW-Fahranfänger und Konversationsführer zur englische Sprache herausbrachte. Der Verlag hat seinen Sitz in Chiyoda, Tokio.

## Magazine
- Young Comic (seit 1967)
- Young King (seit 1987)
- Young King Ours (seit 1993)
- Gekkan Young King Ours GH (seit 2006)